# ピメリン酸
ピメリン酸（ピメリンさん、英: Pimelic acid）は、炭素数7の直鎖飽和脂肪族ジカルボン酸。化学式はHO2C(CH2)5CO2Hで表される。ピメリン酸の誘導体は、アミノ酸の一種のリシンの生合成に関与する。同じジカルボン酸のアジピン酸より一つ多いメチレン基をもち、ポリエステルやポリアミドの前駆体となる。
シクロヘキサノンとサリチル酸からの合成経路がある
前者の経路では、エノラートと反応するシュウ酸ジメチルから炭素が供給される。